# Max i Moritz
Max i Moritz - una història de set bromes (Max und Moritz - Eine Bubengeschichte in sieben Streichen en alemany) és una història alemanya en vers il·lustrada. Aquest conte altament enginyós i de caràcter humorístic, narrat completament en cobles rimades, va ser escrit i il·lustrat per Wilhelm Busch i publicat el 1865. És una de les primeres obres de Busch, no obstant això, ja presenta moltes regularitats de contingut, estètica i forma, patrons bàsics de les obres posteriors de Busch. Moltes persones familiaritzades amb la història dels còmics consideren que va ser la inspiració directa per The Katzenjammer Kids i Quique i Flupi. El títol alemany satiritza el costum alemany de donar un subtítol al nom de drames en la forma de "Ein Drama in ... Akten" (Un Drama en ... Actes), que es va convertir en dictum en l'ús col·loquial per a qualsevol esdeveniment amb un desenllaç desagradable o dramàtic, per exemple "Bundespräsidentenwahl - Drama in drei Akten" (Eleccions presidencials federals - Drama en tres actes).

## Rellevància cultural
El conte clàssic de Busch sobre el terrible duo (ara en el domini públic) s'ha convertit en una part orgullosa de la cultura en els països de parla alemanya. Fins i tot avui dia, els pares usualment llegeixen aquestes històries als seus nens encara no alfabetitzats. Fins al dia d'avui a Alemanya, Àustria i Suïssa, encara es presumeix una certa familiaritat amb la història i les seves rimes, ja que sovint es fa referència en la comunicació de masses. Les dues cares somrients són sinònim de malícia, i semblen gairebé de logotip en la publicitat i fins i tot grafit.
Fins i tot ocorre que les parelles joves alemanyes nomenen als seus bessons Max i Moritz respectivament, depenent del seu sentit individual de l'humor i de la paternitat intencionada.
Durant la Primera Guerra Mundial, el Baró Roig, Manfred von Richthofen, va nomenar al seu gos Moritz, donant el nom de Max a un altre animal donat al seu amic.
Max i Moritz és el primer llibre infantil estranger original publicat al Japó, que el 1887 va ser traduït en rōmaji per Shinjirō Shibutani i Kaname Oyaizu com Wanpaku monogatari ("Contes entremaliats").
Max i Moritz van ser els precursors del còmic. El seu relat va inspirar a Rudolph Dirks a crear The Katzenjammer Kids.
La influència d'aquests personatges en la cultura alemanya és també evident en els seus noms que s'apliquen a dos vehicles britànics de comandament blindats que van ser capturats per l'Afrika Korps durant la Segona Guerra Mundial en el nord d'Àfrica.
Max i Moritz també van fer una aparició en el Front Oriental durant la Segona Guerra Mundial, com els sobrenoms de dos prototips de canons autopropulsats basats en el xassís Henschel 30.01; Un d'ells va ser destruït, l'altre capturat a Stalingrad.
Després de la Segona Guerra Mundial, el compositor Richard Mohaupt va crear al costat del coreògraf Alfredo Bortoluzzi el ball Burlesc (Tanzburleske) Max und Moritz, que es va estrenar el 18 de desembre de 1949 en el Badisches Staatsteather Karlsruhe.

## Les bromes
Es varen fer diverses traduccions angleses dels versos alemanys originals al llarg dels anys, però tots han mantingut el tetràmetre trocaic original:

### Prefaci
Ah, quin tan sovint llegim o escoltem de
nois als quals gairebé temem!
Per exemple, prengui aquestes històries
de dos joves, anomenats Max i Moritz,
els qui, en lloc de bolcar
les seves joves ments a un aprenentatge útil,
sovint es burlaven amb horribles gestos
de les seves lliçons i els seus mestres.
Mira ara al cap de suro: ell
està sempre llest per al xivarri .
Assetjadores criatures - grimpant tanques,
robant pomes, peres i codonys,
és, per descomptat, un negoci més agradable,
molt més fàcil per al present,
que asseure's en escoles o esglésies,
arreglats com a galls en els seus penjadors.
Però volguda, oh volguda, oh volguda,
quan el final ve trist i lúgubre!
És una cosa espantosa d'explicar
que sobre Max i Moritz va caure!
Tot el que van fer aquest llibre repeteix,
tant en imatges com en versos.

### Primer truc: La vídua
Els nois lliguen diverses crostes de pa amb fil, i posen aquest parany al pati de pollastres de Bolte, una vella vídua, fent que tots els pollastres s'enredin fatalment.
Aquesta broma és notablement similar a la vuitena història dels clàssics contes alemanys del bromista Till Eulenspiegel.

### Segon truc: La vídua II
Quan la vídua cuina els seus pollastres, els nois grimpen furtivament en el seu sostre. Quan ella deixa la seva cuina momentàniament, els nois roben les gallines usant una canya de pescar a través de la xemeneia. La vídua sent al seu gos bordar i s'apressa a dalt, troba la llar buida i copeja al gos.

### Tercer truc: El sastre
Els nois turmenten a Böck, un sastre molt estimat que té un rierol que flueix veloçment davant de casa seva casa. Ells serren a través dels taulons del seu pont de fusta, fent una bretxa precària, després ho provoquen fent sorolls de cabra (un joc de paraules amb el seu nom és similar a l'expressió zoològica 'cabrum'), fins que surt corrent. El pont es trenca; el sastre és arrossegat i gairebé s'ofega (si no és per dues oques, que ell agafa amb força i el porten a lloc segur volant alt).
Encara que Till retira els taulons del pont en lloc de serrar-los, hi ha algunes similituds amb Till Eulenspiegel (32ª història).

### Quart truc: El mestre
Mentre el seu devot mestre, Lämpel, està ocupat a l'església, els nois envaeixen la seva casa i omplen la seva pipa preferida amb pólvora. Quan encén la pipa, la detonació ho deixa inconscient, li ennegreix la pell i li crema tot el pèl. Però: "El temps que ve serà una reparació ràpida, però la pipa conserva la seva part."

### Cinquè truc: L'oncle
Els nois recullen bosses plenes d'escarabats de Sant Joan, que dipositen ràpidament en el llit del seu oncle Fritz. L'oncle està gairebé dormit quan se sent els insectes caminant en el seu nas. Horroritzat, entra en un frenesí, matant-los amb una sabata.

### Sisè truc: El forner
Els nois envaeixen una fleca que creuen que està tancada. Intentant robar pretzels, cauen en una tina plena de massa. El forner torna, atrapa al parell empanat i els forneja. Però sobreviuen i escapen rosegant les seves crostes.

### Truc final: El granger
Amagats a l'àrea d'emmagatzematge de cereals d'un granger, Mecke, els nois van tallar alguns sacs de grans. Traient un dels sacs, el granger Mecke immediatament s'adona del problema. Ell posa als nois dins del sac en lloc del blat, després ho porta al molí. Els nois són triturats i devorats pels ànecs del moliner. Més tard, ningú expressa penediment (el molí realment existeix a Ebergötzen, Alemanya, i es pot visitar).

## Adaptacions de mitjans
Max und Moritz va ser adaptat en un ballet per Richard Mohaupt i Alfredo Bortuluzzi. El 1956, Norbert Schultze ho va adaptar a una senzilla pel·lícula per a nens, Max und Moritz (1956), mentre que Thomas Frydetzki i Annette Stefan van fer una adaptació més lliure i satírica el 2005 anomenada Max Und Moritz Reloaded. El còmic també va ser adaptat en dos programes televisius animats de 1978.

## Format de la historieta
El còmic narra, amb un estil caricaturesc i un parell de versos al peu de cada vinyeta, la història de dos nens que sempre estan barallant i li falten el respecte als adults de la seva època, essent castigats brutalment per això.

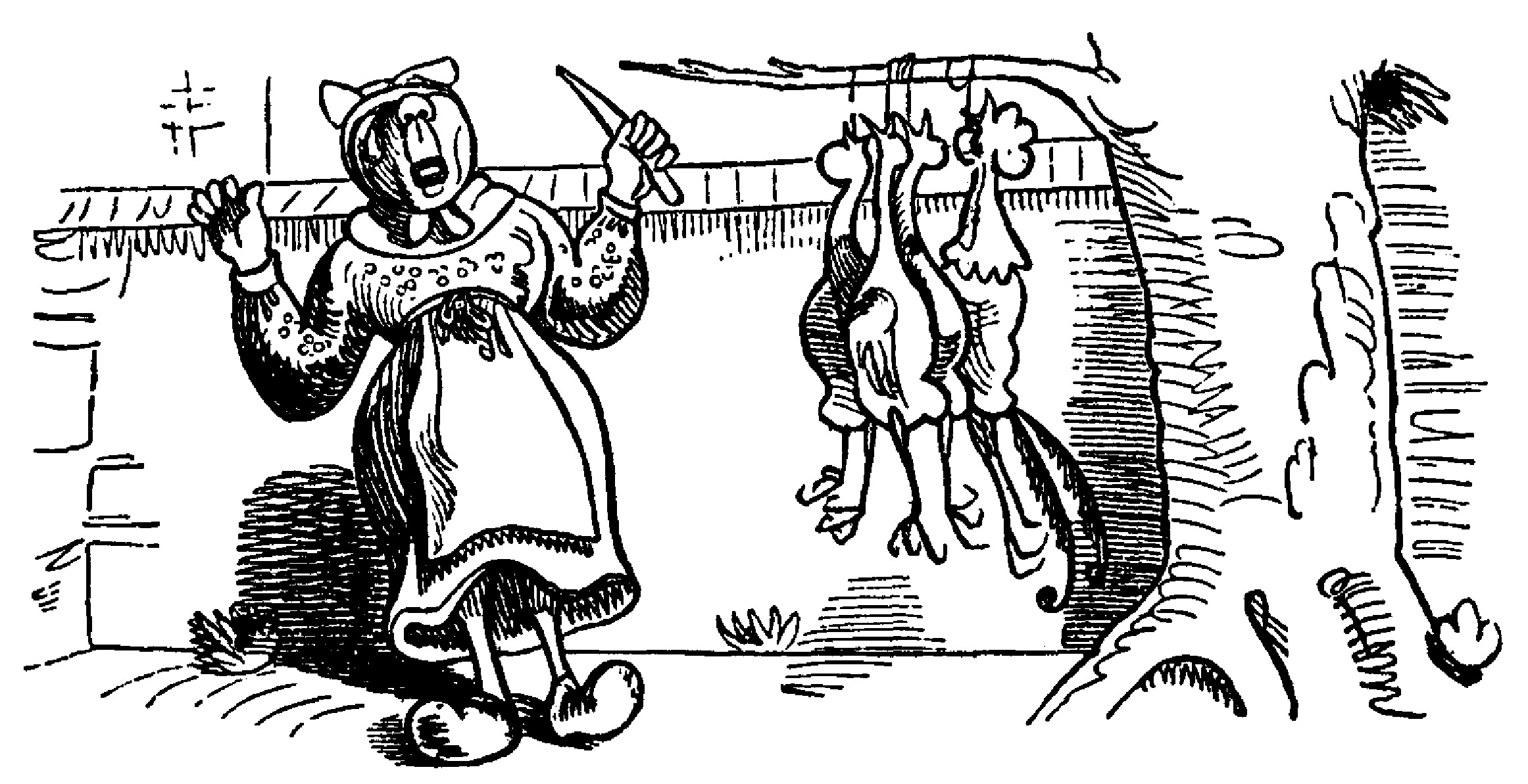
1ª tira
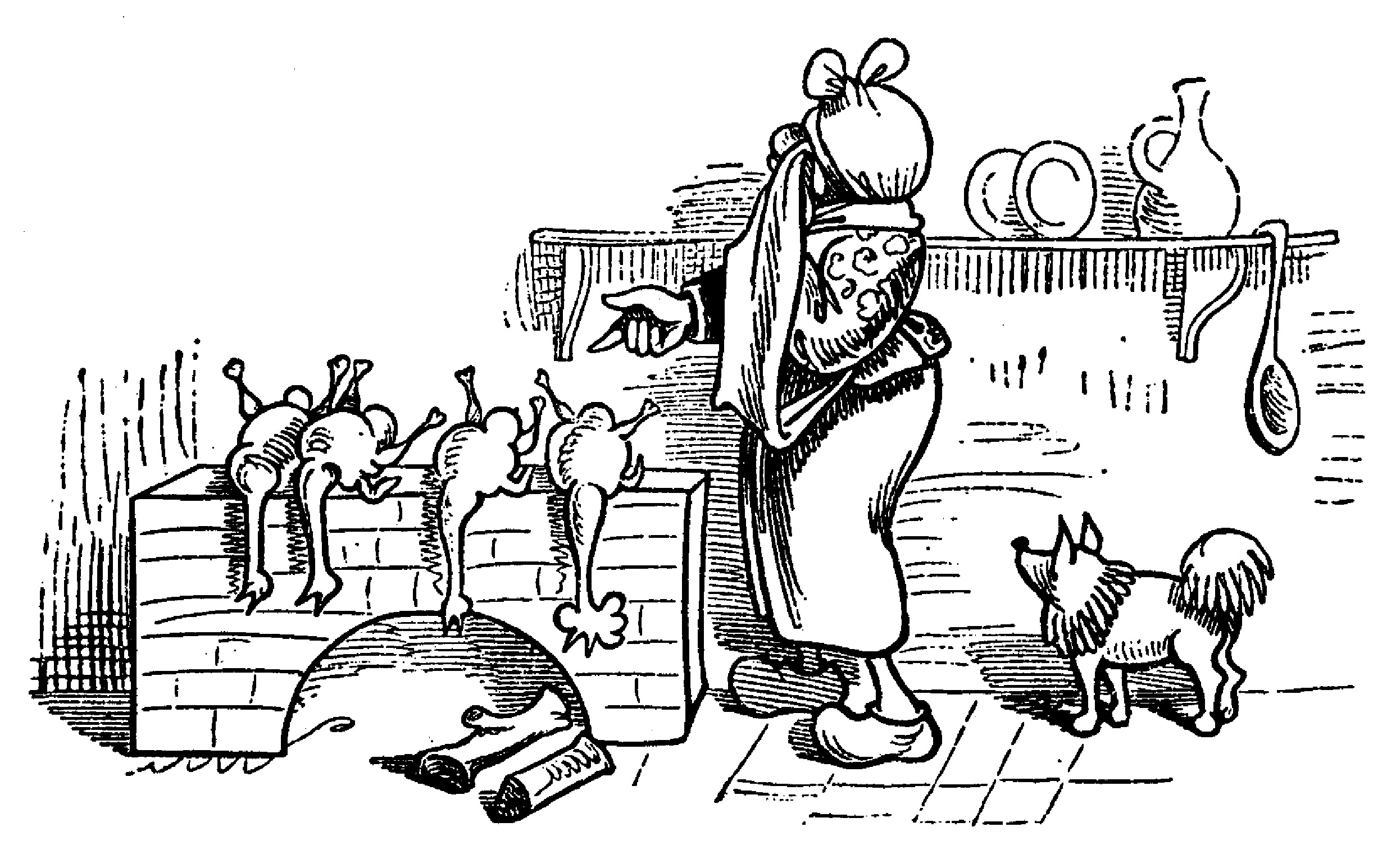
2ª tira
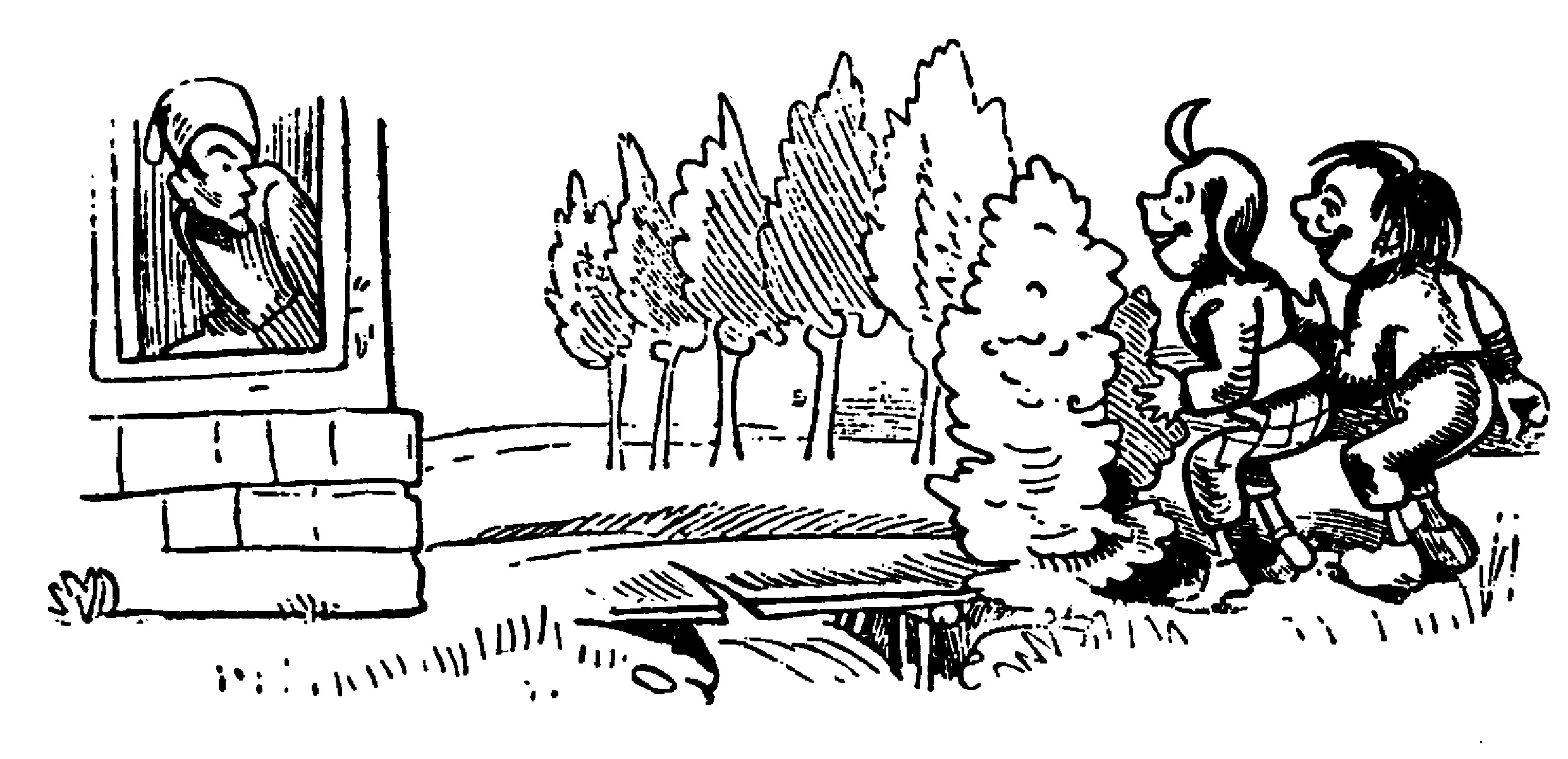
3ª tira
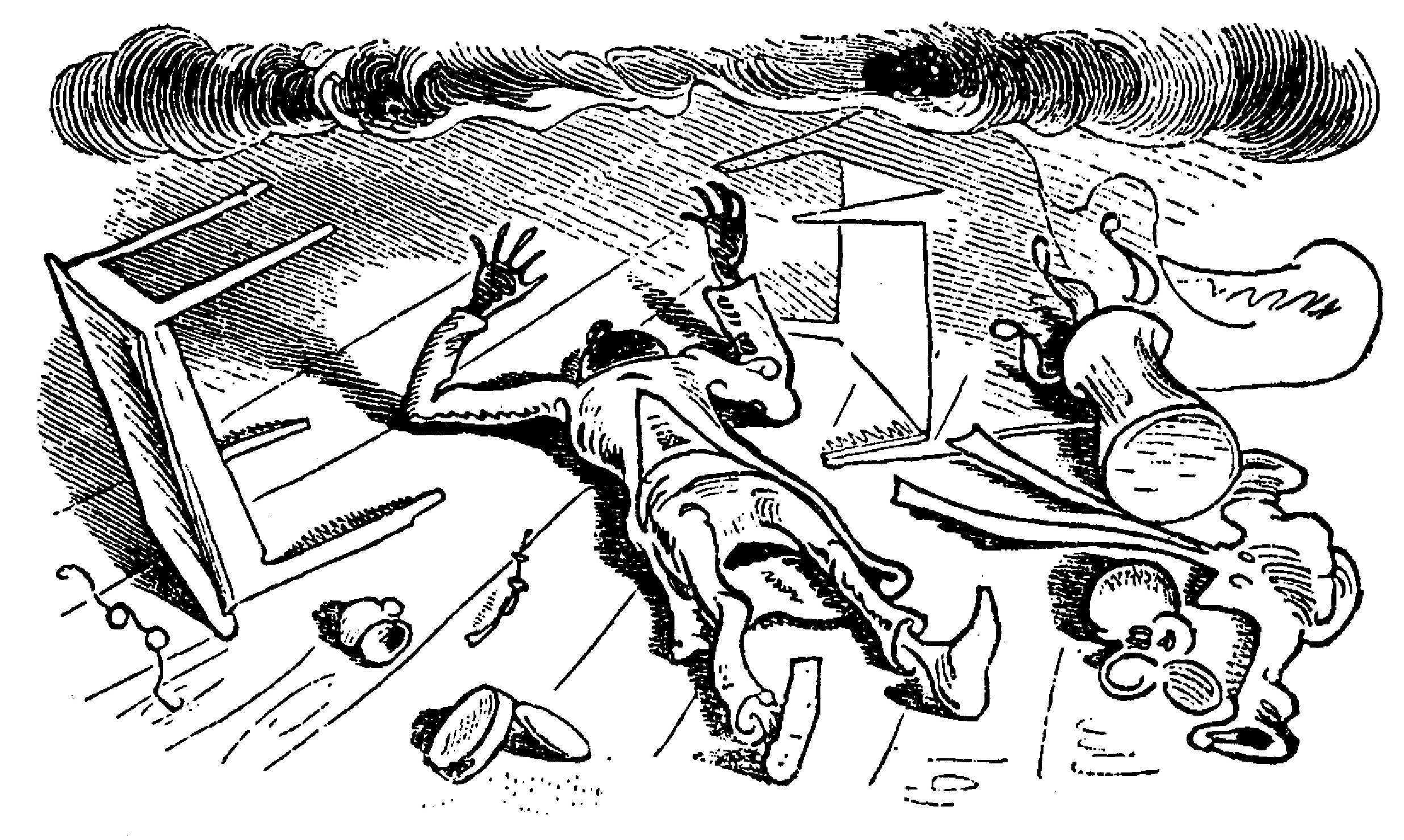
4ª tira
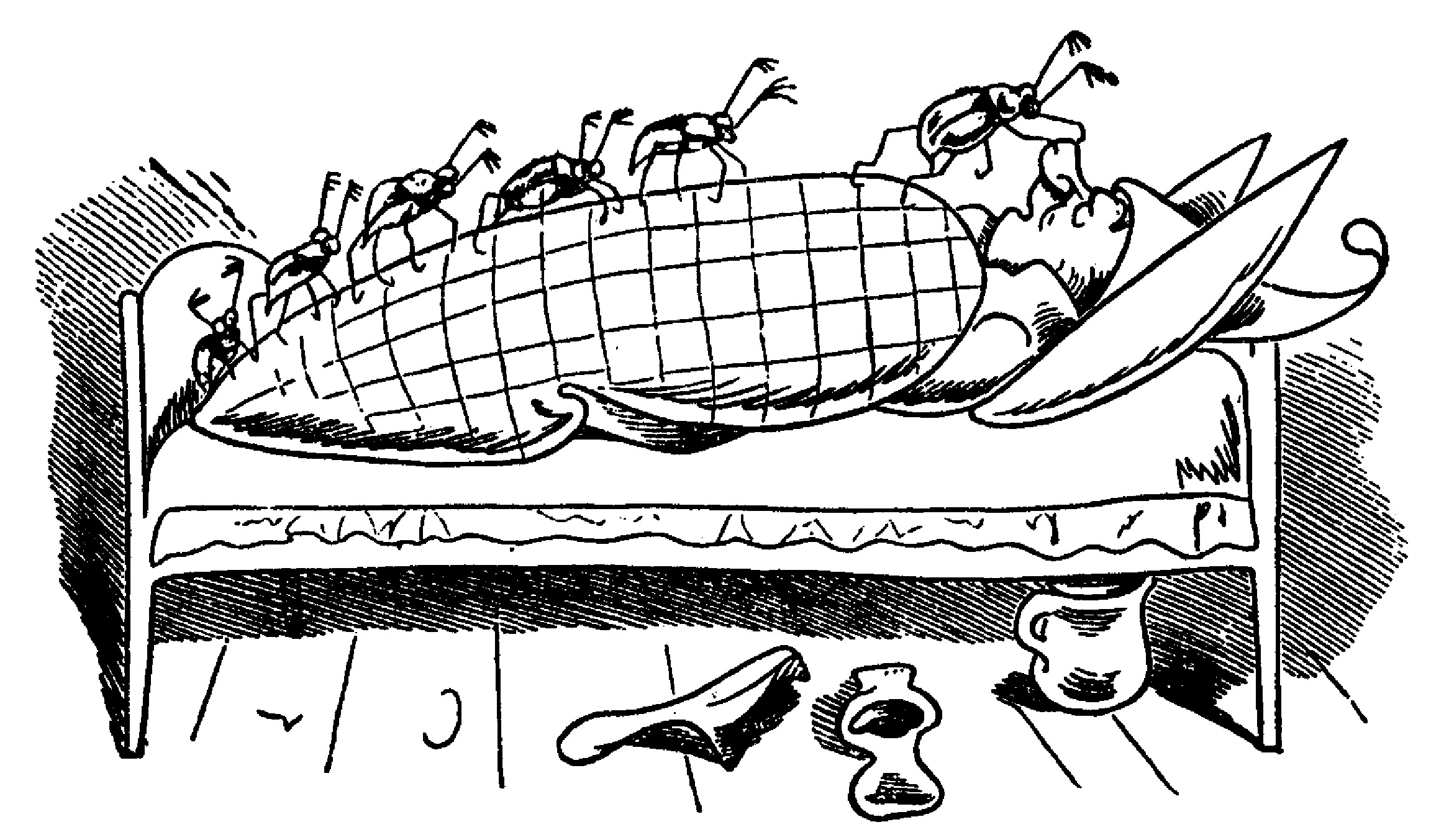
5ª tira
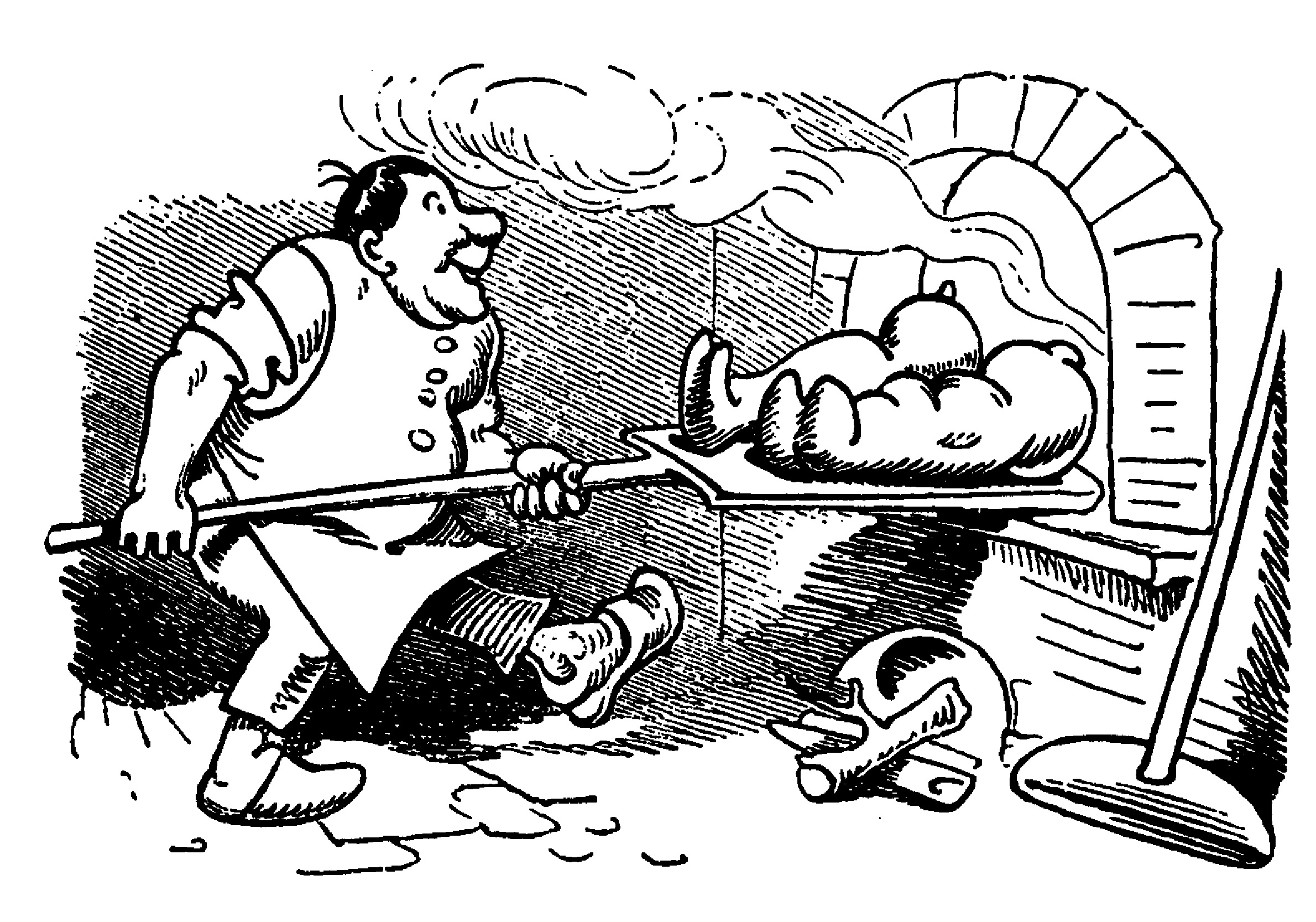
6ª tira
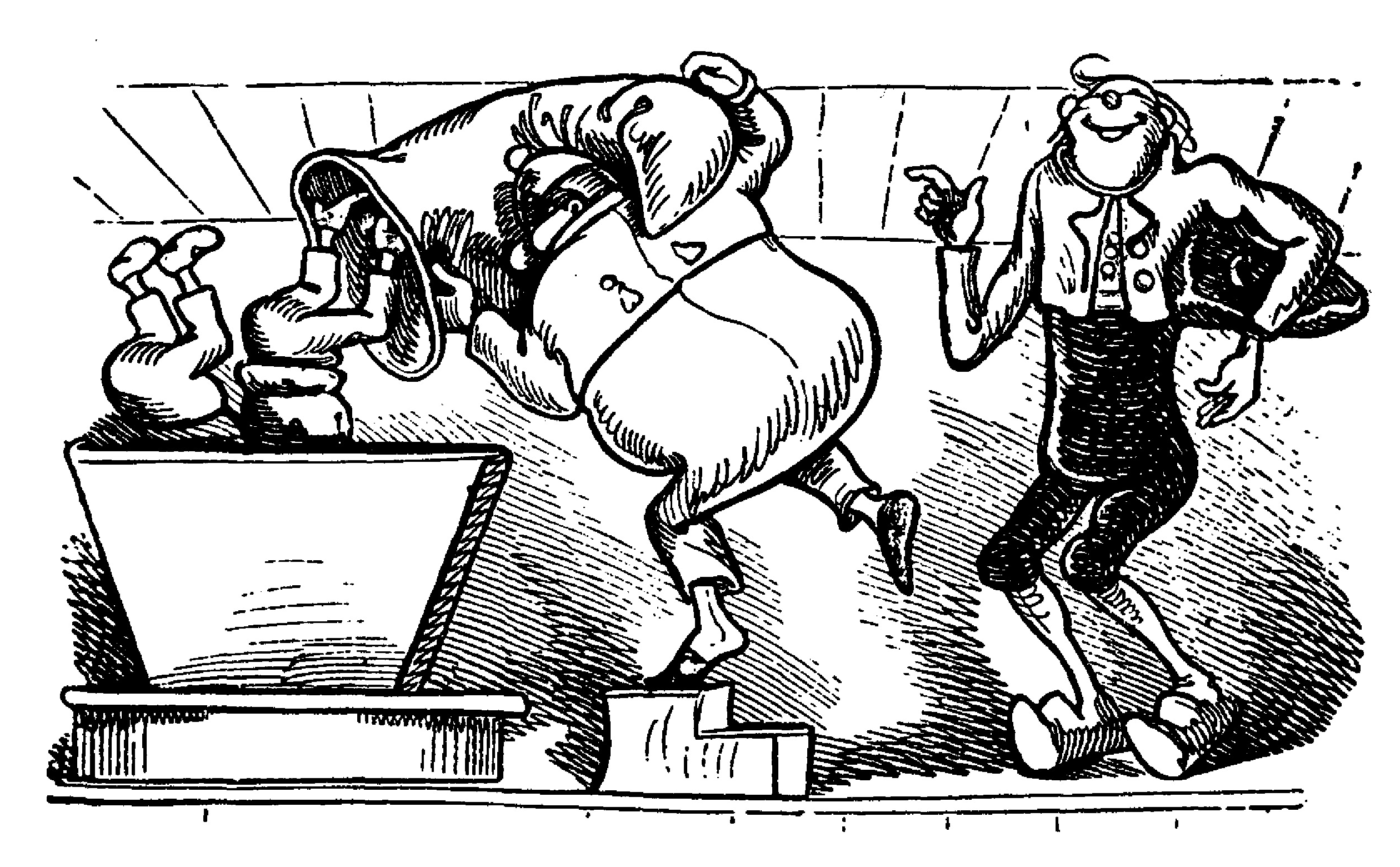
7ª tira
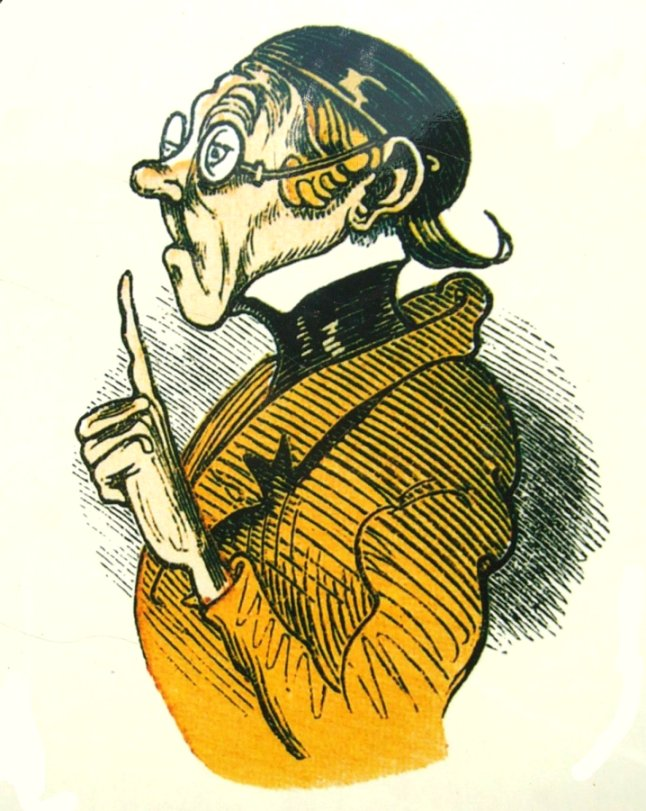
Lämpel

## Llegat
Max i Moritz va tenir molt èxit i va ser editat en altres països europeus i als Estats Units. També va ser el primer llibre infantil estranger editat al Japó, concretament en 1887.
Va iniciar tota una tradició de nens revoltosos del còmic, que inclou The Katzenjammer Kids (1897) i Zipi i Zape (1948).